# USS ARD-1
L' USS ARD-1, est un quai de réparation auxiliaire de classe ARD-1 construit en 1934 par la Pacific Bridge Company (en) d'Alameda en Californie et qui a servi à l'US Navy durant la Seconde Guerre mondiale. ARD-1 a été mis en service le 19 décembre 1935, puis remorqué à San Diego, en Californie. ARD-1 était le premier de sa catégorie de quais autonomes de réparation navale en forme de coque de navire. ARD-1 a pu réparer les navires d'une flotte navale dans des endroits éloignés,. 

## Contexte et conception
L'USS ARD-1 était la troisième cale sèche flottante auxiliaire en acier construite pour l'US Navy. Les deux premières furent le YFD-2 construit en 1901 et l'USS Dewey (YFD-1) construit en 1905. Si ces deux cales sèches flottantes fonctionnaient très bien, elles se révélèrent peu mobiles. Les deux se sont avérés difficiles à remorquer, car les deux n'avaient pas d'étrave pour couper les vagues. 
Un nouveau design était nécessaire et il s'est avéré qu'un design plus ancien était nouveau. Dans le passé, les coques de navires en bois, sans intérieur, étaient utilisées pour mettre en cale sèche des navires plus petits pouvant s'intégrer dans la coque. Cette conception, mais avec une coque de navire en acier, était nécessaire. Le quai de réparation aurait de nouveaux réservoirs de ballast en acier qui pourraient être inondés d'eau pour submerger le quai ou pompés à sec pour soulever un navire ayant besoin de réparations.
Entre 1920 et 1930, le Bureau of Yards and Docks de la marine a fait de nombreuses études sur divers types de quais mobiles de type unité de signalisation et de type sectionnel. Le meilleur était un quai monobloc, en forme de navire, avec une proue fermée moulée et une poupe qui pouvait être ouverte ou fermée. La poupe pouvait être fermée avec une porte à volet à charnière inférieure, actionnée par des vérins hydrauliques. Cette porte arrière pourrait être abaissée pour l'entrée du navire dans le quai submergé, puis fermée pour empêcher les vagues. Le nouvel ARD-1 serait autonome et aurait un gouvernail pour aider au remorquage, ce qui le rendrait très mobile. Les ARD seraient équipés de ballast, d'une centrale diesel-électrique, d'une station de pompage, d'ateliers de réparation et de logements pour l'équipage. ARD-1 a été la première cale sèche suffisamment autonome pour rejoindre une flotte dans des eaux éloignées. Il pouvait soulever des navires jusqu'à 2 200 tonnes, réparant ainsi les petites embarcations, les remorqueurs, les petits destroyers et les petits sous-marins. La conception était si bonne que 30 quais ARD ont été construits, la plupart achevés entre 1942 et 1944. La nécessité de réparer de gros navires et sous-marins signifiait que les ARD suivants ont été conçus un peu plus grands. D'autres améliorations ont également été apportées à partir de ce qui a été appris de ARD-1. Les ARD ont été déployés dans le monde entier pendant la Seconde Guerre mondiale.

## Seconde Guerre mondiale
L'ARD-1 a été remorqué jusqu'à la base navale de San Diego pour des essais en 1936. L'un des navires réparés était l'USS Aylwin (DD-355), un destroyer de classe Farragut de 1 375 tonnes et 104,01 m de long, en 1938. L'ARD-1 a ensuite été remorqué jusqu'à Pearl Harbor, là ARD-1 démontrant son efficacité.

### Quelques-uns des navires réparés dans ARD-1
- L'USS Pyro (AE-24) (en), un navire de munitions de classe Nitro,
- L'USS Monssen (DD-436) réparé le 31 mars 1942,
- L'USS Safeguard (ARS-25) (en), un navire de sauvetage de classe Diver,
- L'USS Spectacle (AM-305) (en) a été réparé après l'attaque kamikaze du 22 mai 1945[5].

L'ARD-1 a été emmené dans une base navale avancée dans l'archipel Kerama, sur l'île d'Okinawa, pour réparer les nombreux navires endommagés par les attaques kamikazes. ARD-1 a effectué de nombreuses réparations temporaires pour remettre les navires en action. De nombreux autres ARD ont rejoint ARD-1 dans cette tâche importante. Cela a minimisé le temps que les navires soient hors service pour les réparations.

## Après-guerre
Le 21 octobre 1946, l' ARD-1 a été mis hors service et renvoyé aux États-Unis. Dans les années 1950, l' ARD-1 a été remorqué jusqu'au Portsmouth Naval Shipyard près de la ville de Portsmouth, dans le New Hampshire et utilisé pour la réparation de petits sous-marins.

### Liens connexes
- Liste des navires auxiliaires de l'United States Navy
- Base navale de San Diego
- USS ARD-9, USS ARD-10, ...